# He-Man and the Masters of the Universe (2021)
He-Man and the Masters of the Universe ist eine US-amerikanische CGI-Animationsserie, basierend auf dem Action-Figuren-Franchise Masters of the Universe des Spielzeugherstellers Mattel. Die Serie stellt ein Reboot vorangegangener He-Man-Serien dar und richtet sich vor allem an Kinder ab 6 Jahren. Die Serie wurde von Netflix produziert und veröffentlicht und lief von 2021 bis 2022 in drei Staffeln mit insgesamt 26 Episoden. Es ist die fünfte Fernsehserie über He-Man bzw. die siebte des Franchise insgesamt.

## Handlung
Die Serie legt den Fokus auf Teamarbeit, Freundschaft und Selbstfindung. Sie erzählt eine modernisierte Ursprungsgeschichte von Prinz Adam, der mithilfe des Power-Schwerts die Gestalt von He-Man annimmt. Gemeinsam mit seinen Freunden Teela, Duncan, Krass’tine und Cringer bildet er die „Masters of the Universe“ und verteidigt das Königreich Eternia gegen Skeletor (Keldor) und dessen Verbündete Evil-Lyn, Beast Man und Trap Jaw.

## Entstehung
Netflix kündigte 2019 zwei neue Projekte im Masters of the Universe-Universum an: eine erwachsene Anime-Fortsetzung (Revelation) und eine CGI-Serie für Kinder – letztere ist diese Serie. Die CGI-Optik erinnert an Trollhunters und andere kinderfreundliche Animationsserien.

## Veröffentlichung
Die Serie wurde am 16. September 2021 weltweit vom Streaminganbieter Netflix veröffentlicht.
Die deutsche Free-TV-Premiere erfolgte bei Super RTL am 18. September 2023.
Der Soundtrack wurde von Arts Music, einem Sublabel von Warner Music veröffentlicht.

## Kritiken
Die Serie erhielt weitgehend positive Kritiken. In Fanforen äußern sich Zuschauer erfreut über den jugendlichen Charme.

## Synchronisation
Die deutsche Synchronisation der Serie erfolgte im CSC-Studio in Hamburg. Das Dialogbuch schrieb Manuel Karakas, die Dialogregie führte Johannes Semm.
| Rolle                | Originalsprecher  | Deutscher Sprecher   |
| -------------------- | ----------------- | -------------------- |
| He-Man / Adam        | Yuri Lowenthal    | David Berton         |
| Teela / Zauberin     | Kimberly Brooks   | Franciska Friede     |
| Krass / Ram Ma'am    | Judy Alice Lee    | Manuela Eifrig       |
| Duncan / Man-at-Arms | Antony Del Rio    | Toni Michael Sattler |
| Cringer / Battle Cat | David Kaye        | Jürgen Holdorf       |
| Skeletor / Keldor    | Ben Diskin        | Patrick Bach         |
| Evil-Lyn / Evelyn    | Grey Griffin      | Jennifer Böttcher    |
| Eldress              | Kimberly Brooks   | Kerstin Draeger      |
| Kronis / Trap-Jaw    | Roger Craig Smith | Daniel Welbat        |
| Orko                 | Tom Kenny         | Robert Kotulla       |
| Gary                 | Bobcat Goldthwait | Patrick Stamme       |

## Episodenliste
| Nr. |      | Deutscher Titel                   | Originaltitel                          | Premiere   |
| --- | ---- | --------------------------------- | -------------------------------------- | ---------- |
| 1   | 1.01 | Der Schwert von Grayskull         | The Sword of Grayskull                 | 16.09.2021 |
| 2   | 1.02 | Die Macht von Grayskull           | The Power of Grayskull                 | 16.09.2021 |
| 3   | 1.03 | Die Erben von Grayskull           | The Heirs of Grayskull                 | 16.09.2021 |
| 4   | 1.04 | Die Helden von Grayskull          | The Champions of Grayskull             | 16.09.2021 |
| 5   | 1.05 | Wir haben die Kraft               | We Have the Power                      | 16.09.2021 |
| 6   | 1.06 | Orko der Große                    | Orko the Great                         | 16.09.2021 |
| 7   | 1.07 | He-Man, der Gejagte               | He-Man, the Hunted                     | 16.09.2021 |
| 8   | 1.08 | Die Ruhe vor dem Sturm            | The Calm Before the Storm              | 16.09.2021 |
| 9   | 1.09 | Die Macht der Chaosmagie – Teil 1 | Cry Havoc, Part 1                      | 16.09.2021 |
| 10  | 1.10 | Die Macht der Chaosmagie – Teil 2 | Cry Havoc, Part 2                      | 16.09.2021 |
| 11  | 2.01 | Die Welt über uns                 | The World Above                        | 03.03.2022 |
| 12  | 2.02 | Die Welt unter uns                | The World Below                        | 03.03.2022 |
| 13  | 2.03 | Eternia 2000                      | Eternia 2000                           | 03.03.2022 |
| 14  | 2.04 | Eine nimmersatte Libelle          | A Very Hungry Dragonfly                | 03.03.2022 |
| 15  | 2.05 | Unterdessen…                      | Meanwhile...                           | 03.03.2022 |
| 16  | 2.06 | Getrennte Wege                    | Divided We Stand                       | 03.03.2022 |
| 17  | 2.07 | Die Schlacht von Avion            | The Battle of Avion                    | 03.03.2022 |
| 18  | 2.08 | Die fünfte Nemesis                | The Fifth Nemesis                      | 03.03.2022 |
| 19  | 3.01 | Spuk auf Schloss Grayskull        | The Haunting of Castle Grayskull       | 18.08.2022 |
| 20  | 3.02 | Komplett eingefroren              | Frozen Solid                           | 18.08.2022 |
| 21  | 3.03 | Mer-Mans Zorn                     | Wrath of the Mer-Man                   | 18.08.2022 |
| 22  | 3.04 | Die Grabstätte von Grayskull      | The Tomb of Grayskull                  | 18.08.2022 |
| 23  | 3.05 | Eine Frage des Vertrauens         | A Leap of Faith                        | 18.08.2022 |
| 24  | 3.06 | Der Glaube an die Magie           | In-Can't-Action                        | 18.08.2022 |
| 25  | 3.07 | Der Anfang vom Ende – Teil 1      | The Beginning of the End (Part 1 of 2) | 18.08.2022 |
| 26  | 3.08 | Der Anfang vom Ende – Teil 2      | The End of the Beginning (Part 2 of 2) | 18.08.2022 |